# Ventiel (muziek)

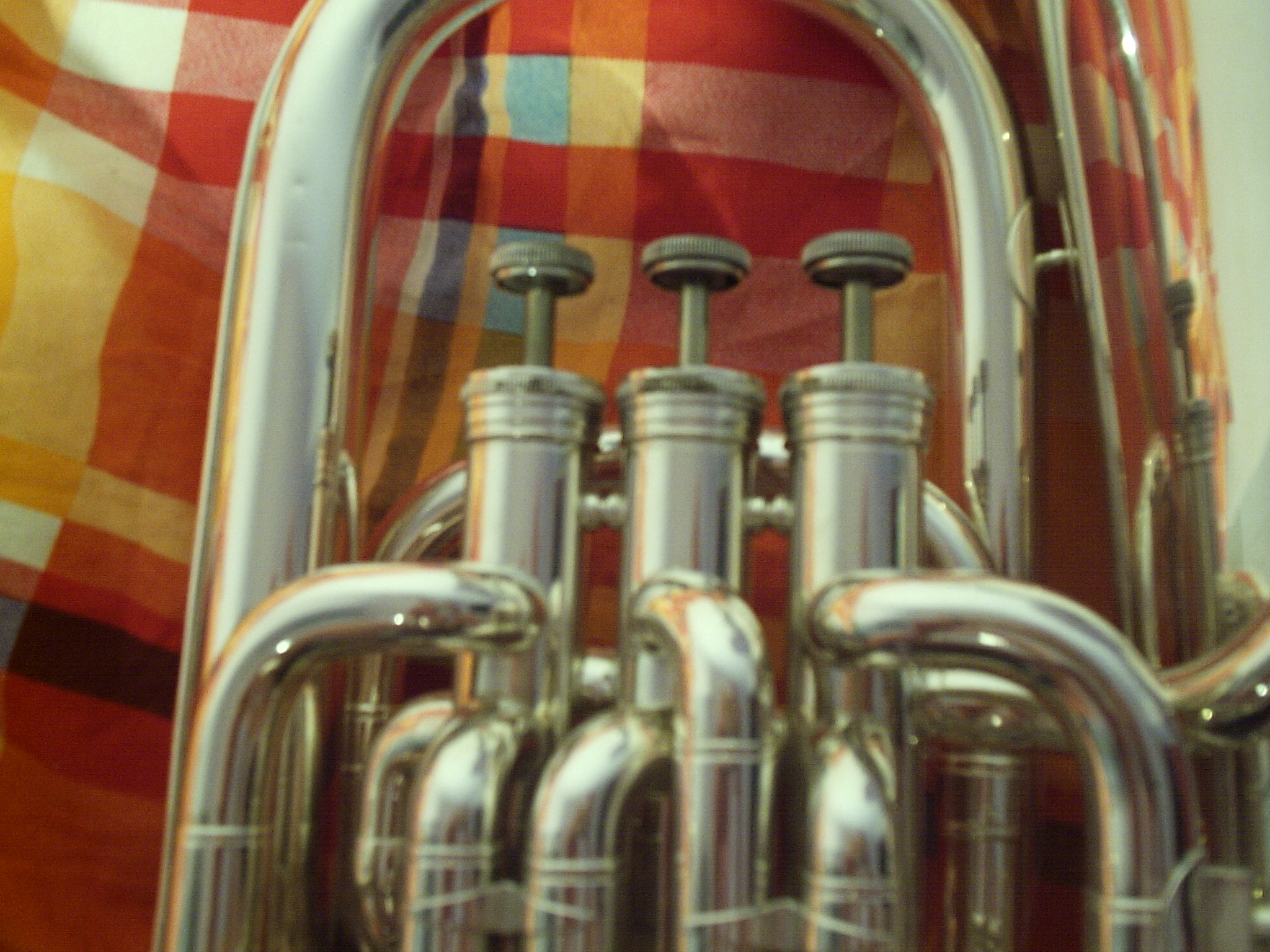
eufoniumventielen

Een ventiel is een voorziening op een blaasinstrument waarmee de lengte van de buis beïnvloed kan worden, zodat een groter bereik aan tonen voortgebracht kan worden.

## Soorten ventielen

### Pompventiel

Door het ventiel in te drukken wordt de buis langer

Het meest voorkomende type ventiel, het pompventiel, bestaat uit een cilinder, de ventielbuis, waarin een zuiger bewogen kan worden, die in de ingedrukte stand een buis aan de hoofdbuis bijschakelt en deze zo verlengt.
Het ventiel aan de kant van het mondstuk noemen we het eerste ventiel, het middelste ventiel noemen we het tweede en het overgebleven ventiel wordt het derde ventiel genoemd. Het eerste ventiel wordt bediend met de wijsvinger van doorgaans de rechterhand, het tweede ventiel met de middelvinger en het derde ventiel met de ringvinger. Door middel van het indrukken van een combinatie van de ventielen, gecombineerd met de stand van de lippen kunnen verschillende noten geblazen worden.
De grondtoon van een muziekinstrument wordt lager naarmate de buis langer is. Door de buis van een muziekinstrument langer te maken, is het dus mogelijk verschillende tonen te spelen.
| Ventiel          | Vinger       | Verlenging van de buis | Interval                      |
| ---------------- | ------------ | ---------------------- | ----------------------------- |
| 1                | wijsvinger   | 12%                    | Hele toon, grote secunde      |
| 2                | middelvinger | 6,7%                   | Halve toon, kleine secunde    |
| 3                | ringvinger   | 20%                    | Anderhalve toon, kleine terts |
| 4 (kwartventiel) |              | 33%                    | Kwart                         |

Door combinaties van ventielen te gebruiken is het mogelijk tot drie hele tonen te verlagen (alle drie de ventielen ingedrukt). De rest van de tonen moet worden gemaakt door gebruik te maken van lipspanning/embouchure en natuurtonen.
Er ontstaan onvermijdelijk stemmingsproblemen bij combinaties van twee of meer ventielen. Dit komt doordat, zodra bijvoorbeeld het eerste ventiel is ingedrukt, het instrument reeds 12% langer is dan voorheen. De procentuele verlenging van het volgende ventiel komt dus te kort. Om dit te corrigeren worden de ventielbuizen uitschuifbaar gemaakt, zodat die dan met de linkerhand kunnen worden uitgeschoven ter compensatie. De hoeveelheid van het uitschuiven moet worden aangepast naargelang de hoeveelheid dat de stembuis wordt uitgeschoven. Bij instrumenten als baritons, eufoniums en tuba's wordt er ook wel een compensatiesysteem toegepast, waarbij een van de ventielbuizen (meestal van het derde of kwartventiel) terug door het ventielhuis wordt geleid, waarna de lucht door een extra set buizen kan worden geleid, om de extra benodigde buislengte te krijgen om de noten stemmend te maken. Hierdoor kan er bijna een extra octaaf onder de grondtoon volledig (stemmend) chromatisch worden gespeeld. Dit systeem kan echter enkel toegepast worden bij instrumenten met pompventielen.
Er bestaan ook (blaas)instrumenten met vier ventielen en zelfs wel met vijf of zes. Trompetten in hoog-bes (piccolo-trompet) hebben bijna altijd vier ventielen. Eufoniums hebben meestal vier ventielen en tuba's in C hebben ook meestal vier of vijf ventielen. De tuba in F wordt zelfs vaak met zes ventielen geleverd. De nummering geschiedt dan op gelijke wijze. De eerste drie ventielen verlagen de toon dan ook nog steeds met respectievelijk een hele, een halve en anderhalve toon. Het vierde ventiel, het zogenoemde kwartventiel, verlaagt tweeënhalve toon (een kwart). Het vierde ventiel wordt ook vaak gebruikt om stemmingsproblemen op te lossen, immers 1ste + 3de = 4de ventiel.
In combinatie met natuurtonen zijn er dan meer manieren om een toon te spelen. Naast de standaardgrepen is het dan mogelijk om zogenoemde hulpgrepen te gebruiken. Dit kan men doen omdat het muziekstuk daar technisch makkelijker van wordt, of om stemmingsproblemen in een ensemble op te lossen.

### Draaiventiel

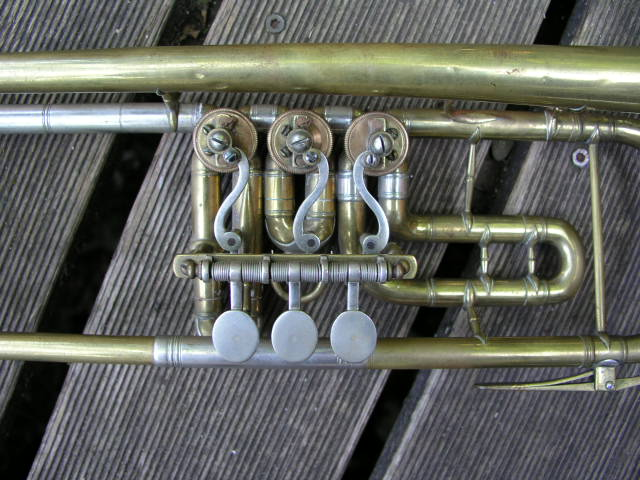
Draaiventielen

Een draaiventiel is een vorm van het pompventiel dat gebruikt wordt in hoorns, sommige tuba's en eufoniums.
Het mechanisme van het draaiventiel kan je vergelijken met de hefboom en wielen van een stoomtrein. Draaiventielen hebben een draaimechanisme dat de luchtdoorgang regelt, waarvan het ventiel de motor is. Het ventiel is verbonden aan een hefboom, en die hefboom is verbonden met een wiel, het zogenaamde draaiventiel. Hoe dieper de hefboom gaat, hoe meer het draaiventiel draait. 
Binnenin het draaiventiel is een luchtdoorgang die lucht krijgt vanuit de buis. Afhankelijk van de positie van het ventiel en het draaiventiel wordt de lucht doorgestuurd naar een andere buis van verschillende lengte, met als resultaat een andere toon. 

### Andere soorten ventielen
Naast de pompventielen zijn er nog andere gangbare ventielsystemen, zoals het Weense ventiel, het Thayer Axial-flow ventiel en Hagmann Free Flow. Voor de trombone zijn er meer dan vier systemen leverbaar. 

## Muziekinstrumenten met ventielen
De volgende ventielen worden gebruikt voor verschillende muziekinstrumenten:
- Trompet — pomp- of draaiventiel (Duitse trompetten)
- Trombone en bastrombone — draaiventiel of Thayer Axialflow (kwartventiel). Bij de bastrombone is dikwijls ook een tweede ventiel (kwintventiel).
- Saxhoorn — pompventiel (bugel ook wel met vier ventielen)
- Duitse Bariton — draaiventiel (gelijkaardig aan het eufonium maar veel gebruikt in Duitsland, Oostenrijk en Oost-Europa).
- Hoorn — draaiventiel of Weens ventiel (Oostenrijk), vroeger ook Perinet
- Tuba — draai- of pompventiel (ook combinaties mogelijk)